# Товстоногов Георгій Олександрович
Товстоногов Георгій Олександрович (рос. Товстоногов Георгий Александрович; 28 вересня, 1915, Санкт-Петербург — 23 травня, 1989, Ленінград) — російський театральний режисер і педагог. Починав як актор. Народний артист СРСР (1957). Доктор мистецтвознавства (1968). Лауреат Сталінських премій (1950, 1952), Ленінської премії (1958), Державних премій (1968, 1978). Почесний громадянин Тбілісі (1983).

## Життєпис

### Дворянська родина
Походить з дворянської родини. Батько, Олександр Андрійович Толстоногов, інженер-залізничник, високопосадовець Міністерства залізниць Російської імперії. Мати — Тамара Папиташвилі, співачка, навчалась у Санкт-Петербурзькій консерваторіїРодина мешкала у Петербурзі на вулиці Фурштадській.

### Ранні роки
Родина перебралась на житло у Тбілісі, де було спокійніше після початку Першої світової війни. Дядя Георгія був актором, тому хлопець багато часу проводив у театрі. По закінченні школи Георгій влаштувався на навчання у Тбіліський залізничний інститут, де його батько обіймав там посаду завідувача кафедрою. Але захоплення театром переважило.

### Тбіліський період
1931 року він розпочав театральну кар'єру як актор у Тбіліському театрі юних глядачів. 1933 року в цьому ж театрі Георгій Товстоногов створив першу власну виставу «Предложение» за твором Антона Чехова. Воліючи пов'язати власне життя із театром професійно, 1933 року перебрався у Москву, де влаштувався на режисерський факультет (московський ГИТИС). Власний замалий вік виправив, додавши собі два роки, тобто удав, що він 1913 р.н. Відтак довгий час роком народження режисера вважали 1913 р.
Зв'язку із Тбілісі не поривав, а щорічно переїздив туди, де у Тбіліському театрі юних глядачів ставив одну нову виставу.
1937 р. батько, дворянин Олександр Товстоногов, був арештований як «японський шпигун». Георгій Товстоногов, як син ворога народу і «японського шпигуна» був виключений зі студентів театрального інституту ГИТИСа, хоча був на четвертому курсі. Відновитися у інституті вдалося і Георгій Товстоногов отримав диплом. Відбув у Тбілісі, де з 1938 до 1946 року працював театральним режисером у драматичному театрі імені О. Грибоєдова. З 1939 р. розпочалась і його кар'єра театрального викладача.

### Московський період
1946 року тридцятирічний режисер покинув Тбілісі і перебрався на працю у Москву. Працював театральним режисером Гастрольного реалістичного театру (1946—1948 рр.), Центрального дитячого театру (1946—1949 рр.), виїздив у місто Алма-Ату, де теж працював театральним режисером. 1949 року перебрався на працю у Ленінград.

### Ленінградський період
Товстоногов був призначений на посаду театрального режисера у ВДТ у Ленінграді у лютому 1956 року. Театр перебував у занепаді і втрачав глядачів. Перед Товстоноговим стояло відразу декілька складних завдань: зломити спротив тодішньої трупи, завоювати підтримку у самому театрі і майстерними засобами зробити театр популярним. Йому надали права скоротити штат акторів і він використав це право. Жах бути скороченим і залишитися без роботи спрацював, трупа почала рахуватися з новим керівником. Відбулося декілька нарад і режисер пояснював власні вимоги.
Аби привабити глядачів, Товстоногов почав ставити комедії («Шестой этаж» А. Жері, «Когда цветёт акация» Н. Винникова, «Безымянная звезда» М. Себастіану…) На комедії пішов глядач, засіб спрацював, стан справ у театрі пожвавився. Але у режисера був інший намір і ця стратегія почала реалізовуватися. 1957 року на російську переклали п'єсу «Лисиця і виноград» бразильського драматурга Гільєрме Фігейредо (1915—1997), котру ще не знали у театрах. Товстоногова привабила і давньогрецька тематика, і монологи головного персонажа (байкаря Езопа), і ясна мета п'єси — осуд рабства, прагнення свободи, здатність іти на жертви заради неї.
Перший показ нової вистави відбувся 23 березня 1957 року. Вистава з її афористичною мовою і філософським забарвленням (неглибоким, але зрозумілим для більшості) стала явищем у театральному житті Ленінграда. Трохи пізніше виставу «Езоп» (такою була її назва у театрі) навіть вважали одним із символів хрущовської відлиги. Водночас це започаткувало появу феномена «театра Товстоногова»

## Найважливіші постановки
Ленінградський театр ім. Ленінського комсомолу
- 1949 — «З іскри…» Шалва Дадіані
- 1951 — «Дорогою безсмертя» Володимира Брагіна і Георгія Товстоногова за книгою «Репортаж з петлею на шиї» Юліуса Фучика. Виставу поставлено спільно з Олександром Рахленком

Ленінградський Великий драматичний театр ім. Максима Горького
- 1957 — «Езоп» Гільєрме Фігейредо
- 1957 — «Ідіот» композиція Діни Шварц і Георгія Товстоногова за однойменним романом Федора Достоєвського
- 1959 — «Варвари» Максима Горького
- 1959 — «П'ять вечорів» Олександра Володіна
- 1962 — «Лихо з розуму» за однойменною п'єсою Олександра Грибоєдова
- 1964 — «Піднята цілина» інсценування П. Дьоміна за однойменним романом Михайла Шолохова
- 1965 — «Три сестри» за однойменною п'єсою Антона Чехова
- 1965 — «Римська комедія» Леоніда Зоріна. Художник Семен Мандель (вистава була заборонена на стадії генеральної репетиції)
- 1966 — «Міщани» Максима Горького
- 1969 — «Король Генріх IV» літературна композиція Володимира Рецептера за п'єсою Вільяма Шекспіра
- 1972 — «Ревізор» за однойменною п'єсою Миколи Гоголя
- 1972 — «Ханума» Авксентія Цагарелі (1978 року вийшла відеоверсія вистави)
- 1974 — «Три мішки бур'янів» за Володимиром Тендряковим
- 1974 — «Енергійні люди» Василя Шукшина
- 1975 — «Історія коня» інсценування Марка Розовського за повістю «Холстомер» Льва Толстого
- 1983 — «Смерть Тарілкіна» опера-фарс Олександра Колкера за мотивами комедії Олександр Сухово-Кобиліна
- 1985 — «На всякого мудреця досить простоти» за однойменною п'єсою Олександра Островського
- 1987 — «На дні» за однойменною п'єсою Максима Горького

Інші театри
- 1955 — «Оптимістична трагедія» Всеволода Вишневського (Академічний театр драми ім. Олександра Пушкіна, Ленінград)
- 1973 — «Балалайкін і Ко» Сергія Міхалкова за романом «Сучасна ідилія» Михайла Салтикова-Щедріна (Театр «Современник», Москва)